# Peter Sheppard Skærved
Peter Sheppard Skærved, né en 1966, est un violoniste britannique. Il a collaboré avec les compositeurs Gloria Coates, Nigel Clarke, David Matthews, Michael Finnissy, Hans Werner Henze, George Rochberg, William Bolcom, Dmitri Smirnov, Jörg Widmann, John Wall, Sıdıka Özdil, Michael Hersch, Michael Alec Rose et Sadie Harrison.